# Gunnar Björnstrand

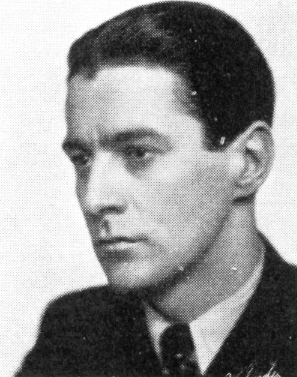
Gunnar Björnstrand

Gunnar Björnstrand (Aussprache [ˌgɵnːaɹ ˈbʝœːɳʂtɹand], * 13. November 1909 in Stockholm; † 26. Mai 1986 ebenda; gebürtig Knut Gunnar Johanson) war ein schwedischer Schauspieler. International bekannt wurde er durch seine Rollen in den Filmen Ingmar Bergmans.

## Leben
Björnstrand kam als Sohn des schwedischen Schauspielers Oscar Johanson (1865–1943) und seiner Frau Ella Mauléon unter dem Namen Knut Gunnar Johanson zur Welt. Sein Wunsch, wie sein Vater Schauspieler zu werden, wurde von den Eltern abgelehnt, weshalb er sich zunächst in anderen Berufen betätigte. Für seine erste Rolle am „Lilla Teatern“ in Stockholm nahm er den Künstlernamen Björnstrand an. Bald erhielt er ein erstes Angebot von Gösta Ekman. Im Herbst 1933 kam er auf die Schauspielschule des Königlichen Dramatischen Theaters (Dramaten), wo er an der Seite von Ingrid Bergman und Signe Hasso ausgebildet wurde. Hier lernte er auch seine Frau Lillie Björnstrand kennen, mit der er von 1935 bis zu seinem Tod verheiratet war und drei Töchter hatte. Nachdem beide die Schauspielschule des Dramaten absolviert hatten, fanden sie eine Anstellung am „Schwedischen Theater“ im finnischen Vaasa. Nach zwei Jahren kehrten sie nach Schweden zurück, wo gerade eine Theaterkrise herrschte. Neben Theaterauftritten arbeitete Björnstrand im Film und im Radio.
Seine erste Begegnung mit Ingmar Bergman hatte er 1941, als er in Bergmans Inszenierung von August Strindbergs Gespenstersonate im Stockholmer Bürgerhaus („Medborgarhuset“) auftrat. Der Durchbruch gelang ihm 1943 in dem Film Natt i hamn von Hampe Faustman. Björnstrand spielte sowohl komische als auch dramatische Rollen am Theater und im Film. Schließlich erhielt er einen Vertrag bei der Filmproduktionsgesellschaft Svensk Filmindustri, der ihn finanziell absicherte, aber auf das Komödienfach festlegte. Auch seine ersten Rollen in Bergmans Filmen waren zumeist komödiantisch oder ironisch angelegt, bis er mit Das siebente Siegel und Wilde Erdbeeren (beide 1957) wieder dramatische Rollen spielte. In einigen Filme war Björnstrands Figur das Alter Ego von Bergman, etwa als untreuer Ehemann in Das Lächeln einer Sommernacht oder als von seinem scheinbar gefühlskalten Vater geprägter und gepeinigter Sohn in Wilde Erdbeeren. Den Höhepunkt der Zusammenarbeit erreichten sie wohl mit Licht im Winter von 1963, in dem Björnstrand die Hauptrolle eines in einer Glaubenskrise befindlichen Pfarrers spielte. Bis Anfang der 1960er Jahre arbeitete er häufig für Bergman, danach wurde er unregelmäßiger eingesetzt, kam aber auch in späteren Filmen wie Persona oder Schande noch gelegentlich zu Auftritten.
1965 endete sein Vertrag mit Svensk Filmindustri. Parallel zu seiner schauspielerischen Tätigkeit engagierte sich Björnstrand politisch und nahm wiederholt an Protestaktionen gegen den Vietnamkrieg teil. Mit nachlassenden Filmangeboten trat er wieder häufiger am Theater und im Fernsehen auf. Während der Dreharbeiten zu seinem letzten Film, Bergmans Fanny und Alexander (1982), litt er bereits an Symptomen der Alzheimerschen Krankheit. 1986 starb er in Stockholm.

## Filmografie (Auswahl)
- 1931: Der falsche Millionär (Mon cœur et ses millions) – Regie: André Berthomieu
- 1931: Schiff ahoi (Skepp ohoj!) – Regie: Gustaf Edgren
- 1932: Landskamp – Regie: Gunnar Skoglund
- 1938: Wir vom Theater (Vi som går scenvägen) – Regie: Gideon Wahlberg
- 1939: Wir zwei (Vi två) – Regie: Schamyl Bauman
- 1940: Hjältar i gult och blått – Regie: Schamyl Bauman
- 1940: Ihre Melodie (Hennes melodi) – Regie: Thor Brooks
- 1940: Alle man på post – Regie: Anders Henrikson
- 1940: Eine Juninacht (Juninatten) – Regie: Per Lindberg
- 1941: Snapphanar – Regie: Åke Ohberg
- 1941: Spökreportern – Regie: Schamyl Bauman
- 1942: En äventyrare – Regie: Gunnar Olsson
- 1942: General von Döbeln Regie: Olof Molander
- 1943: Jag dräpte – Regie: Olof Molander
- 1943: Natt i hamn – Regie: Hampe Faustman
- 1944: Die Hörige (Hets)
- 1944: Nyordning på Sjögårda – Regie: Weyler Hildebrand
- 1944: Appassionata – Regie: Olof Molander
- 1944: Lebe gefährlich (Lev farligt) – Regie: Lauritz Falk
- 1944: Mitt folk är icke ditt – Regie: Weyler Hildebrand
- 1945: I som här inträden – Regie: Arne Mattsson
- 1945: Sussie – Regie: Arne Mattsson
- 1946: Es regnet auf unsere Liebe (Det regnar på vår kärlek)
- 1946: Medan porten var stängd – Regie: Hasse Ekman
- 1946: Peggy på vift – Regie: Arne Mattsson
- 1946: Faule Eier (Rötägg) – Regie: Arne Mattsson
- 1946: Kristin befiehlt (Kristin kommenderar) – Regie: Gustaf Edgren
- 1947: Krigsmans erinran – Regie: Hampe Faustman
- 1947: Bruden kom genom taket – Regie: Bengt Palm
- 1947: Eine Schwalbe macht noch keinen Sommer (En fluga gör ingen sommar) – Regie: Hasse Ekman
- 1947: Här kommer vi – Regie: John Zacharias
- 1947: Pappa sökes – Regie: Arne Mattsson
- 1947: Zwei Frauen (Två kvinnor) – Regie: Arnold Sjöstrand
- 1948: Musik im Dunkeln (Musik i mörker)
- 1948: En svensk tiger – Regie: Gustaf Edgren
- 1948: Schütze Bumm in Nöten (Soldat Bom) – Regie: Lars-Eric Kjellgren
- 1948: Lilla Märta kommer tillbaka – Regie: Hasse Ekman
- 1948: Var sin väg – Regie: Hasse Ekman
- 1949: Flickan från tredje raden – Regie: Hasse Ekman
- 1949: Skolka skolan – Regie: Schamyl Bauman
- 1950: Den vita katten – Regie: Hasse Ekman
- 1950: Kvartetten som sprängdes – Regie: Gustaf Molander
- 1950: Kyssen på kryssen – Regie: Arne Mattsson
- 1950: Min syster och jag – Regie: Schamyl Bauman
- 1950: Fästmö uthyres – Regie: Gustaf Molander
- 1951: Livat på luckan – Regie: Torsten Lundqvist
- 1951: Dårskapens hus – Regie: Hasse Ekman
- 1951: Schütze Bumm wird Zollinspektor (Tull-Bom) – Regie: Lars-Eric Kjellgren
- 1952: Säg det med blommor – Regie: Lars-Eric Kjellgren
- 1952: Oppåt med Gröna Hissen – Regie: Börje Larsson
- 1952: Sehnsucht der Frauen (Kvinnors väntan)
- 1953: Dansa min docka – Regie: Martin Söderhjelm
- 1953: Abend der Gaukler (Gycklarnas afton)
- 1954: Lektion in Liebe (En lektion i kärlek)
- 1954: Flottans glada gossar – Regie: Rolf Husberg
- 1955: Frauenträume (Kvinnodröm)
- 1955: Das Lächeln einer Sommernacht (Sommarnattens leende)
- 1956: Sjunde himlen – Regie: Hasse Ekman
- 1956: Skorpan – Regie: Hans Lagerkvist
- 1957: Nattens ljus – Regie: Lars-Eric Kjellgren
- 1957: Das siebente Siegel (Det sjunde inseglet)
- 1957: Wilde Erdbeeren (Smultronstället)
- 1958: Der Verführer oder Das Frühlingserlebnis eines Bankdirektors (Fröken April) – Regie: Göran Gentele
- 1958: Das Gesicht (Ansiktet)
- 1959: Brott i Paradiset – Regie: Lars-Eric Kjellgren
- 1959: Det svänger på slottet – Regie: Alf Kjellin
- 1959: Mälarpirater – Regie: Per G. Holmgren
- 1960: Das Teufelsauge (Djävulens öga)
- 1961: Lustgarten (Lustgården) – Regie: Alf Kjellin
- 1961: Wie in einem Spiegel (Såsom i en spegel)
- 1963: Licht im Winter (Nattvardsgästerna)
- 1964: Liebende Paare (Älskande par) – Regie: Mai Zetterling
- 1965: Das Kleid Klänningen
- 1966: Hier hast du dein Leben (Här har du ditt liv) – Regie: Jan Troell
- 1966: Persona
- 1966: Dr. Westers letzter Patient (Träfracken)
- 1966: Syskonbädd 1782 (Geschwisterbett) (Syskonbädd 1782)
- 1967: Hagbard und Signe (Den røde kappe)
- 1968: In den Adern heißes Blut (Violenza al sole) – Regie: Florestano Vancini
- 1968: Schande (Skammen)
- 1968: Die Mädchen (Flickorna)
- 1968: Auch Engel baden manchmal nackt (Pappa varför är du arg: du gjorde likadant själv när du var ung) – Regie: Arne Stivell
- 1969: Der Ritus (Riten)
- 1971: Lockfågeln – Regie: Torgny Wickman
- 1975: Von Angesicht zu Angesicht (Ansikte mot Ansikte)
- 1978: Herbstsonate
- 1979: Skeppsredaren (TV-Serie)
- 1979: Die Liebe der Charlotte Löwensköld (Charlotte Löwenskold)
- 1982: Fanny und Alexander (Fanny och Alexander)